# OTI 1979
La VIII edición del Gran Premio de la Canción Iberoamericana o el Festival de la OTI fue celebrada en el Teatro de la Academia Militar de Caracas, el 8 de diciembre de 1979. Sus presentadores fueron Eduardo Serrano y Carmen Victoria Pérez.

## Desarrollo

Logotipo oficial del Festival de la OTI 1979.

Estaba previsto que en aquel año se batiera el récord de participantes con 22 países, ya que a los retornos de Guatemala y Portugal pues había que añadir el de Bolivia, que en el sorteo de actuación le correspondió actuar en el 6 puesto. Sin embargo, el país estaba inmerso en las consecuencias de la Masacre de Todos los Santos y del golpe militar de Alberto Natusch Busch, lo que le impidió seleccionar a su representante y llevarlo a Caracas. Finalmente participaron 21 países, igual que en la edición de 1977. 
Se destacan la canción de Cuenta conmigo interpretada por el argentino Daniel Riolobos y compuesta por el afamado compositor de boleros Chico Novarro; luego la participación del portugués José Cid, quien al año siguiente participaría en el Festival de la Canción de Eurovisión 1980 y obtuviera la mejor posición de su país en la historia del certamen del «Viejo Mundo», además de volver al Festival de la OTI 1981 al año siguiente; seguido por la chilena Patricia Maldonado, quien había alcanzado la gran fama en ese momento en su país, además de ser próxima hacia a la dictadura militar chilena de Augusto Pinochet; y de la puertorriqueña Ednita Nazario, quien como compositora, pues al año siguiente obtuviera el primer premio en la edición celebrada en Buenos Aires. 
Cabe destacar la polémica que se vivió en México cuando en su preselección y tras haber como favoritas las dos canciones; pues las dos canciones interpretadas por Sergio Esquivel y Emmanuel, contra todo pronóstico y ante el abucheo del público en el auditorio se proclamó vencedora Estela Núñez con el tema Vivir sin ti. Con el público en contra de Estela Núñez pues se repitió su interpretación del tema, y acabó arrancando el aplauso de la audiencia. En la competición internacional, solo fue 8.ª
En el primer lugar lo obtuvo Argentina, con el tema romántico de Cuenta conmigo, seguido en el segundo lugar por el local Venezuela y luego en el tercer lugar para Portugal, alcanzando así en el país lusitano con la segunda mejor posición de su historia. Nicaragua no participó, al igual que el año anterior, debido al triunfo de la revolución sandinista liderada por Daniel Ortega. 
Los artistas invitados fueron Juan Vicente Torrealba quien interpretó a través del arpa con la canción de Suite torrealbera y José Luis Rodríguez "El Puma", quien estrenó el tema Canto a Iberoamérica, compuesto por Pablo Schneider para la ocasión. 
El evento marcó el estreno oficial de las transmisiones en color de Venevisión y RCTV en cumplimiento de una promesa del entonces presidente de Venezuela Luis Herrera Campins. Ambos canales ya habían trasmitido con policromía de forma clandestina desde el año 1970 para ciertos eventos especiales, así como para determinados programas especiales desde junio de 1978. 
La televisión chilena emitió en conjunto el evento a través de Televisión Nacional de Chile, Universidad Católica de Chile Televisión, Canal 9 de la Universidad de Chile y UCV Televisión, tal como había pasado una semana antes con la exitosa Teletón de 1979.

## Participantes
| País                  | Título de la canción         | Título de la canción       |
| País                  | Artista                      | Idioma                     |
| --------------------- | ---------------------------- | -------------------------- |
| Antillas Neerlandesas | «Mi niño»                    | «Mi niño»                  |
| Antillas Neerlandesas | Don Ramón                    | Español                    |
| Argentina             | «Cuenta conmigo»             | «Cuenta conmigo»           |
| Argentina             | Daniel Riolobos              | Español                    |
| Brasil                | «Conselho»                   | «Conselho»                 |
| Brasil                | Miltinho                     | Portugués y español        |
| Chile                 | «La música»                  | «La música»                |
| Chile                 | Patricia Maldonado           | Español                    |
| Colombia              | «A cualquier hora»           | «A cualquier hora»         |
| Colombia              | Paola                        | Español                    |
| Costa Rica            | «Vivamos hoy»                | «Vivamos hoy»              |
| Costa Rica            | Claudia                      | Español                    |
| Ecuador               | «Como tener tu cariño»       | «Como tener tu cariño»     |
| Ecuador               | Miguel Ángel Vergara         | Español                    |
| El Salvador           | «Niño, mi lindo niño»        | «Niño, mi lindo niño»      |
| El Salvador           | Andrés Valencia              | Español                    |
| España                | «Viviré»                     | «Viviré»                   |
| España                | Rosa María Lobo              | Español                    |
| Estados Unidos        | «Y una esperanza más»        | «Y una esperanza más»      |
| Estados Unidos        | Mario Alberto Milar          | Español                    |
| Guatemala             | «La mitad de mi naranja»     | «La mitad de mi naranja»   |
| Guatemala             | Luis Galich Porta y Pirámide | Español                    |
| Honduras              | «Hermano hispanoamericano»   | «Hermano hispanoamericano» |
| Honduras              | Gloria Janeth                | Español                    |
| México                | «Vivir sin ti»               | «Vivir sin ti»             |
| México                | Estela Nuñez                 | Español                    |
| Panamá                | «Sueños»                     | «Sueños»                   |
| Panamá                | Tony Espino                  | Español                    |
| Paraguay              | «La vida en mi canción»      | «La vida en mi canción»    |
| Paraguay              | Derlis Esteche               | Español                    |
| Perú                  | «Benito Gazeta»              | «Benito Gazeta»            |
| Perú                  | José Escajadillo             | Español                    |
| Portugal              | «Na cabana junto à praia»    | «Na cabana junto à praia»  |
| Portugal              | José Cid                     | Portugués                  |
| Puerto Rico           | «Cadenas de fuego»           | «Cadenas de fuego»         |
| Puerto Rico           | Ednita Nazario               | Español                    |
| República Dominicana  | «Mi mundo»                   | «Mi mundo»                 |
| República Dominicana  | Omar Franco                  | Español                    |
| Uruguay               | «Vamos a dar amor»           | «Vamos a dar amor»         |
| Uruguay               | Dolores                      | Español                    |
| Venezuela             | «Cuando era niño»            | «Cuando era niño»          |
| Venezuela             | Delia Dorta                  | Español                    |

## Resultados
| #                                                      | País                  | Artista(s)                   | Canción                  | Idioma     | Lugar | Puntos |
| ------------------------------------------------------ | --------------------- | ---------------------------- | ------------------------ | ---------- | ----- | ------ |
| 1                                                      | Antillas Neerlandesas | Don Ramón                    | Mi niño                  | Castellano | 9     | 16     |
| 2                                                      | Honduras              | Gloria Janeth                | Hermano hispanoamericano | Castellano | 7     | 19     |
| 3                                                      | Puerto Rico           | Ednita Nazario               | Cadenas de fuego         | Castellano | 5     | 21     |
| 4                                                      | República Dominicana  | Omar Franco                  | Mi mundo                 | Castellano | 14    | 10     |
| 5                                                      | Guatemala             | Luis Galich Porta y Pirámide | La mitad de mi naranja   | Castellano | 12    | 13     |
| 6                                                      | Colombia              | Paola                        | A cualquier hora         | Castellano | 19    | 2      |
| 7                                                      | Ecuador               | Miguel Ángel Vergara         | Cómo tener tu cariño     | Castellano | 21    | 0      |
| 8                                                      | El Salvador           | Andrés Valencia              | Niño, mi lindo niño      | Castellano | 14    | 10     |
| 9                                                      | Chile                 | Patricia Maldonado           | La música                | Castellano | 14    | 10     |
| 10                                                     | Argentina             | Daniel Riolobos              | Cuenta conmigo           | Castellano | 1     | 43     |
| 11                                                     | Brasil                | Miltinho                     | Conselho                 | Portugués  | 5     | 21     |
| 12                                                     | Venezuela             | Delia Dorta                  | Cuando era niño          | Castellano | 2     | 33     |
| 13                                                     | México                | Estela Núñez                 | Vivir sin ti             | Castellano | 8     | 18     |
| 14                                                     | Panamá                | Tony Espino                  | Sueños                   | Castellano | 13    | 12     |
| 15                                                     | Uruguay               | Dolores                      | Vamos a dar amor         | Castellano | 17    | 4      |
| 16                                                     | Portugal              | José Cid                     | Na cabana junto à praia  | Portugués  | 3     | 32     |
| 17                                                     | Perú                  | José Escajadillo             | Benito Gazeta            | Castellano | 11    | 14     |
| 18                                                     | Costa Rica            | Claudia                      | Vivamos hoy              | Castellano | 19    | 2      |
| 19                                                     | Paraguay              | Derlis Esteche               | La vida en mi canción    | Castellano | 17    | 4      |
| 20                                                     | Estados Unidos        | Mario Alberto Milar          | Y una esperanza más      | Castellano | 9     | 16     |
| 21                                                     | España                | Rosa María Lobo              | Viviré                   | Castellano | 4     | 25     |
| Lugar: Teatro del Círculo Militar - Caracas, Venezuela |                       |                              |                          |            |       |        |